# 개먼
개먼(Gammon)은 돼지고기 뒷다리살이나 옆구리살을 소금에 절이거나 훈제한 영국 요리이다. 영국사람들이 자주 즐겨먹으며, 다른나라 사람들이 잘 모르는 생소한 음식이다. 그 중 개먼 스틱Gammon steak)은 훈제된 돼지의 넓적다리살을 잘라 만든 스테이크 요리노 훈제된 햄과 고기의 중간정도 느낌이며, 먹을 때 주로 파인애플과 달걀을 곁들이기도 한다.